# Jalisco
Jalisco är en av Mexikos delstater och är belägen i den västra delen av landet, med kust mot Stilla havet i väst. Den har cirka 7,4 miljoner invånare vilket gör den till landets näst folkrikaste delstat efter delstaten Mexiko. Administrativ huvudort och största stad är Guadalajara. Andra stora städer är Ciudad Guzmán, Lagos de Moreno, Puerto Vallarta, Tlaquepaque, Tonalá och Zapopan.
Jalisco är centrum för Tequilaindustrin och Mariachimusiken. I norra Jalisco lever Huicholfolket.

## Namnet
Namnet Jalisco kommer från nahuatl där xalli betyder sand, ixtli betyder ansikte eller yta och ändelsen co betyder plats.

## Administrativ indelning
Huvudartikel: Lista över kommuner i Jalisco
Delstaten omfattar 125 kommuner, som är samlade i 12 regioner. Regionerna är:

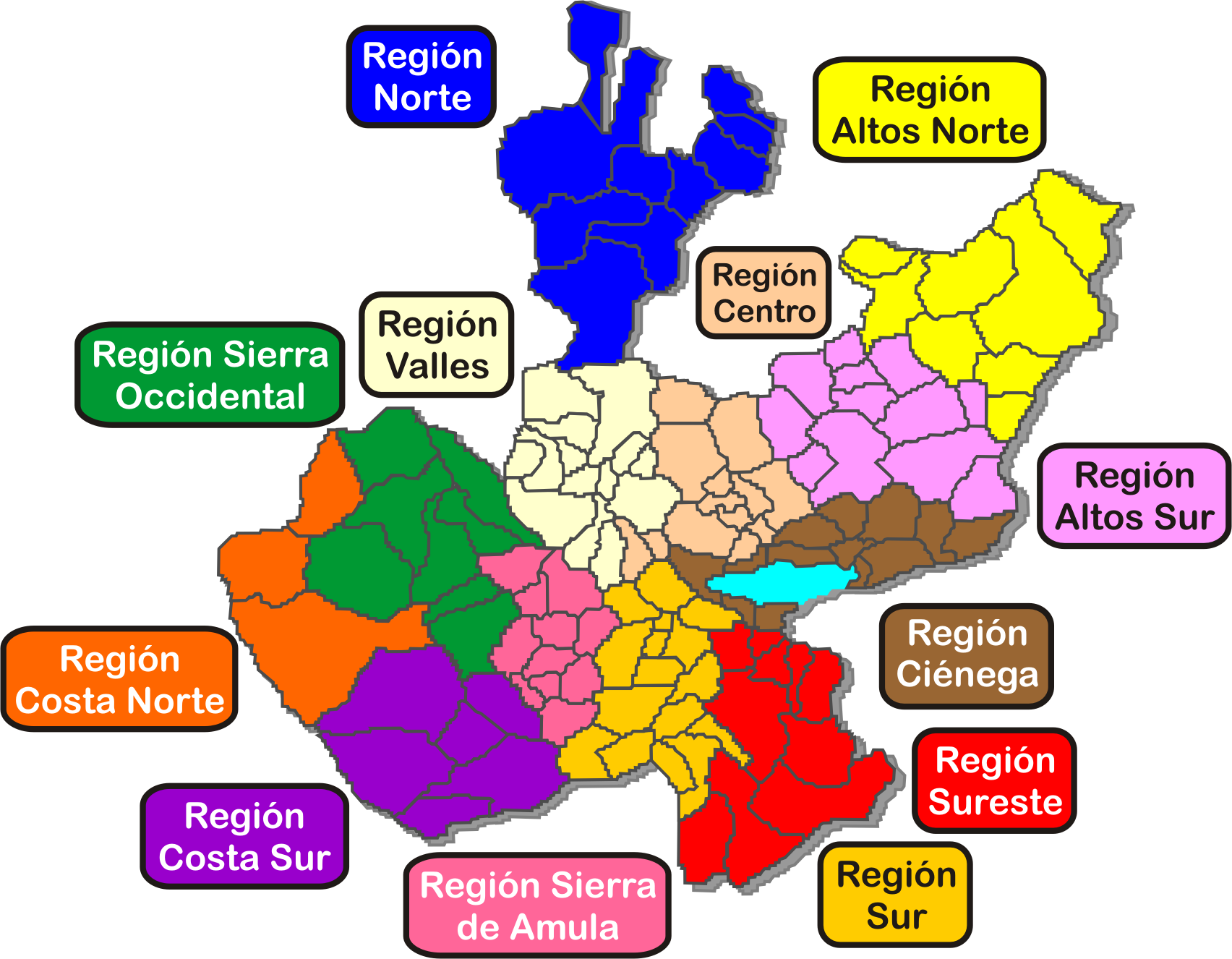
Jaliscos regioner, med kommunindelningen markerad.

- Altos Norte
- Altos Sur
- Centro
- Ciénega
- Costa Norte
- Costa Sur
- Norte
- Sierra de Amula
- Sierra Occidental
- Sur
- Sureste
- Valles